# W3Schools
W3Schools es un sitio web para aprender tecnologías web en línea. Contiene tutoriales de HTML, CSS, JavaScript, SQL, PHP, XML y otras tecnologías. Fue lanzado en 1999 por la empresa noruega Refsnes Data, y su nombre proviene de la World Wide Web. W3Schools presenta cientos de ejemplos de código. Tiene un editor de texto en línea llamado TryIt Editor, y los lectores pueden editar ejemplos y ejecutar el código en un entorno de pruebas.